# René Navarre

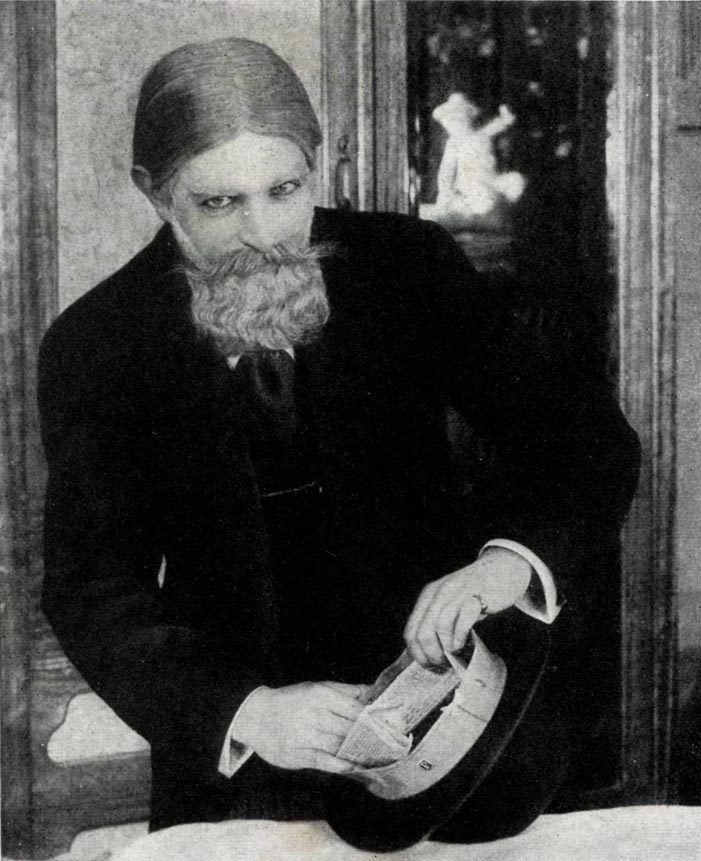
René Navarre als Fantômas

René Navarre (* 8. Juli 1877 in Limoges, Frankreich; † 8. Februar 1968 in Azay-sur-Cher, Frankreich) war ein französischer Schauspieler und Filmregisseur.

## Leben
Er arbeitete als Schauspieler am Pariser Théâtre Michel, als er 1910 von Louis Feuillade für den Film entdeckt wurde und mit La gardienne du feu sein Filmdebüt hatte. Er trat 1911 in der erfolgreichen Filmserie La vie telle qu'elle est auf. Doch erst 1913/14 erlebte Navarre den Höhepunkt seiner Filmkarriere in der Hauptrolle des Fantômas in Feuillades Erstverfilmung einer beliebten Detektivromanreihe seiner Zeit. So entstanden insgesamt 5 Filme mit dem mysteriösen Verbrecher – eine Rolle, die sich für Navarre im Nachhinein als zweischneidig herausstellte, wurde er doch von nun an seinem eindringlichen Spiel als Fantômas gemessen. Er hatte nur noch durchschnittliche Erfolge zu verzeichnen. 1916 gründete er eine eigene Produktionsgesellschaft, war damit jedoch nicht überaus erfolgreich. 1919 formte er gemeinsam mit Gaston Leroux und Arthur Bernède die „Société des Cinéromans“, die sich der Verfilmung literarischer Vorlagen verschrieb. Navarre übernahm in den Filmen der Gesellschaft häufig selbst die Hauptrollen, so in Vidocq (1922) und Belphégor (1927) nach literarischen Vorlagen von Bernède. Im Tonfilm trat er nur noch in Nebenrollen in unbedeutenden Filmen in Erscheinung.

## Filmografie (Auswahl)
- 1913/1914: Fantomas (Fantômas)
- 1929: Meineid

## Weblink
- René Navarre bei IMDb

| Personendaten    | Personendaten              |
| ---------------- | -------------------------- |
| NAME             | Navarre, René              |
| KURZBESCHREIBUNG | französischer Schauspieler |
| GEBURTSDATUM     | 8. Juli 1877               |
| GEBURTSORT       | Limoges, Frankreich        |
| STERBEDATUM      | 8. Februar 1968            |
| STERBEORT        | Azay-sur-Cher, Frankreich  |